# Chrysina gloriosa
Chrysina gloriosa — вид пластинчастовусих жуків з групи Rutelinae. Поширений на півдні США та в Мексиці. Один з 4 видів роду в США.

## Опис
Дорослі особини мають довжину від 2,5 до 2,8 см і яскраво-зелені зі срібними смугами надкрила.
Райдужні смуги на кутикулі надкрил є наслідком організації молекул хітину подібно до холестеричного рідкого кристалу. Різниця в кольорі є результатом мікроскопічної структури кожного зрізу, при цьому зелений відбивається від бугороподібних структур, а срібло відбивається від пласких шарів, паралельних поверхні надкрил. Як встановлено за допомогою спектроскопічної еліпсометрії з матрицями Мюллера, оптичні властивості змінюються залежно від кута падіння світла, що падає на жука. Багатокутні клітини в зелених смугах генерують промені Бесселя.

## Спосіб життя
Мешкають на висоті більше 1200 м над р. м. Дорослі жуки їдять листя ялівцю. Маскувальне забарвлення допомагає жукам ховатися серед хвої. Імаго активні влітку, переважно вночі.
Іноді цей вид помилково вважається зникаючим, хоча ніколи не входив до Червоного списку видів, що перебувають під загрозою зникнення, і не охоронявся законами про зникаючі види.

## Ареал
Поширений у Мексиці. У Сполучених Штатах трапляється на південному сході штату Аризона та на заході Техасу.